# همی (یوکوسوکا)

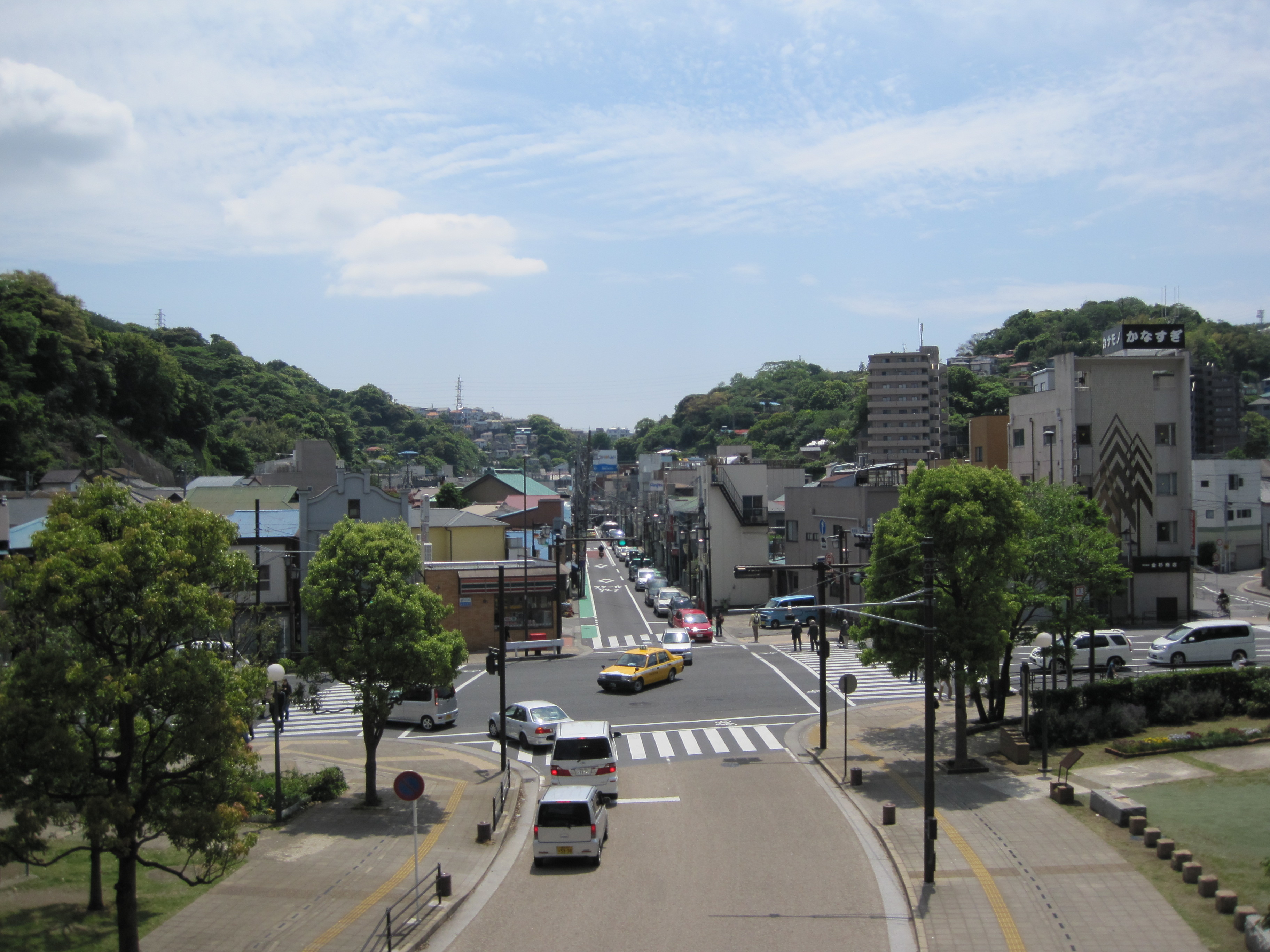
تصویری از ایستگاه همی

هِمی (به ژاپنی: 逸見 へみ)، به نام منطقه ای در بخش شمال شرقی شهر یوکوسوکا، کاناگاوا، استان کاناگاوا (منطقه مسئول مرکز اداری شهر یوکوسوکا همی) اشاره دارد. جمعیت: ۱۱۲۴۹ نفر، مساحت: ۲٫۷۴۱ کیلومتر است.